# نادي سانت رافاييل لكرة اليد
نادي سانت رافاييل لكرة اليد هو نادي كرة يد في فرنسا تأسس في سنة 1963. يلعب في الدوري الفرنسي لكرة اليد. تبلغ سعة ملعبه 2500 متفرجا.